# Marwa Amri
Pour les articles homonymes, voir Amri.
Marwa Amri, née le 8 janvier 1989 à Tunis, est une lutteuse tunisienne.

## Biographie
En août 2014, elle devient la première lutteuse africaine à être leader du classement mondial de la Fédération internationale des luttes associées.
Elle est médaillée d'or dans la catégorie des moins de 62 kg aux championnats d'Afrique 2023 à Hammamet.

## Palmarès
- Jeux olympiques
  - 14e en lutte libre (55 kg) en 2008
  - 8e en lutte libre (55 kg) en 2012
  -  Médaille de bronze en lutte libre (58 kg) en 2016
- Championnats du monde
  -  Médaille d'argent en catégorie des moins de 58 kg en 2017
- Championnats d'Afrique
  -  Médaille d'argent en lutte libre (59 kg) en 2007
  -  Médaille d'argent en lutte libre (55 kg) en 2008
  -  Médaille d'or en lutte libre (55 kg) en 2009
  -  Médaille d'or en lutte libre (55 kg) en 2010
  -  Médaille d'or en lutte libre (55 kg) en 2011
  -  Médaille d'or en lutte libre (55 kg) en 2012
  -  Médaille d'or en lutte libre (55 kg) en 2013
  -  Médaille d'or en lutte libre (55 kg) en 2014
  -  Médaille d'or en lutte libre (58 kg) en 2015
  -  Médaille d'or en lutte libre (58 kg) en 2016
  -  Médaille d'or en lutte libre (60 kg) en 2017
  -  Médaille d'or en lutte libre (62 kg) en 2019
  -  Médaille d'or en lutte libre (62 kg) en 2020
  -  Médaille d'or en lutte libre (62 kg) en 2022
  -  Médaille d'or en lutte libre (62 kg) en 2023
- Jeux africains
  -  Médaille de bronze en lutte libre (59 kg) en 2007
  -  Médaille de bronze en lutte libre (58 kg) en 2015
- Jeux méditerranéens
  -  Médaille de bronze en lutte libre (55 kg) en 2009
  -  Médaille de bronze en lutte libre (55 kg) en 2013
  -  Médaille d'argent en lutte libre (62 kg) en 2018
  -  Médaille d'or en lutte libre (62 kg) en 2022